# بیت رأس (اربد)
بیت رأس (به عربی: بیت رأس) یک منطقهٔ مسکونی در اردن است که در خاورمیانه واقع شده‌است.